# John George Children
John George Children (Tonbridge, 18 maggio 1777 – Halstead, 1º gennaio 1852) è stato un chimico, mineralogista e naturalista britannico.

## Vita privata
Nacque il 18 maggio 1777 a Ferox Hall, Tonbridge, nel Kent. Suo padre George (1742-1818), un banchiere, apparteneva alla famiglia che viveva nella dimora chiamata «Childrens», vicino a Nether Street a Hildenborough; sua madre Susanna, figlia del reverendo Thomas Marshall Jordan di West Farleigh, morì sei giorni dopo la sua nascita.
Children effettuò gli studi alla Tonbridge School, all'Eton College e al Queens' College di Cambridge. Nel 1798 sposò Hester Anna Holwell, nipote del chirurgo John Zephaniah Holwell. Dopo la sua morte, avvenuta due anni dopo, iniziò a viaggiare assiduamente. Si risposò nel 1809 con Caroline, figlia di George Furlong Wise di Woolston, morta l'anno dopo le nozze, e una terza volta nel 1819 con la signora Towers, una vedova, che morì nel 1839.
Morì ad Halstead Place nel Kent.
La sua unica figlia (che ebbe dalla prima moglie Hester Anna), la botanica Anna Atkins, divenne celebre per il suo libro sulle alghe realizzato sfruttando la tecnica della cianotipia, il primo libro di immagini fotografiche mai pubblicato. Essa dette alle stempe anche le memorie del padre, comprese alcune poesie che non erano mai state pubblicate.

## Carriera scientifica

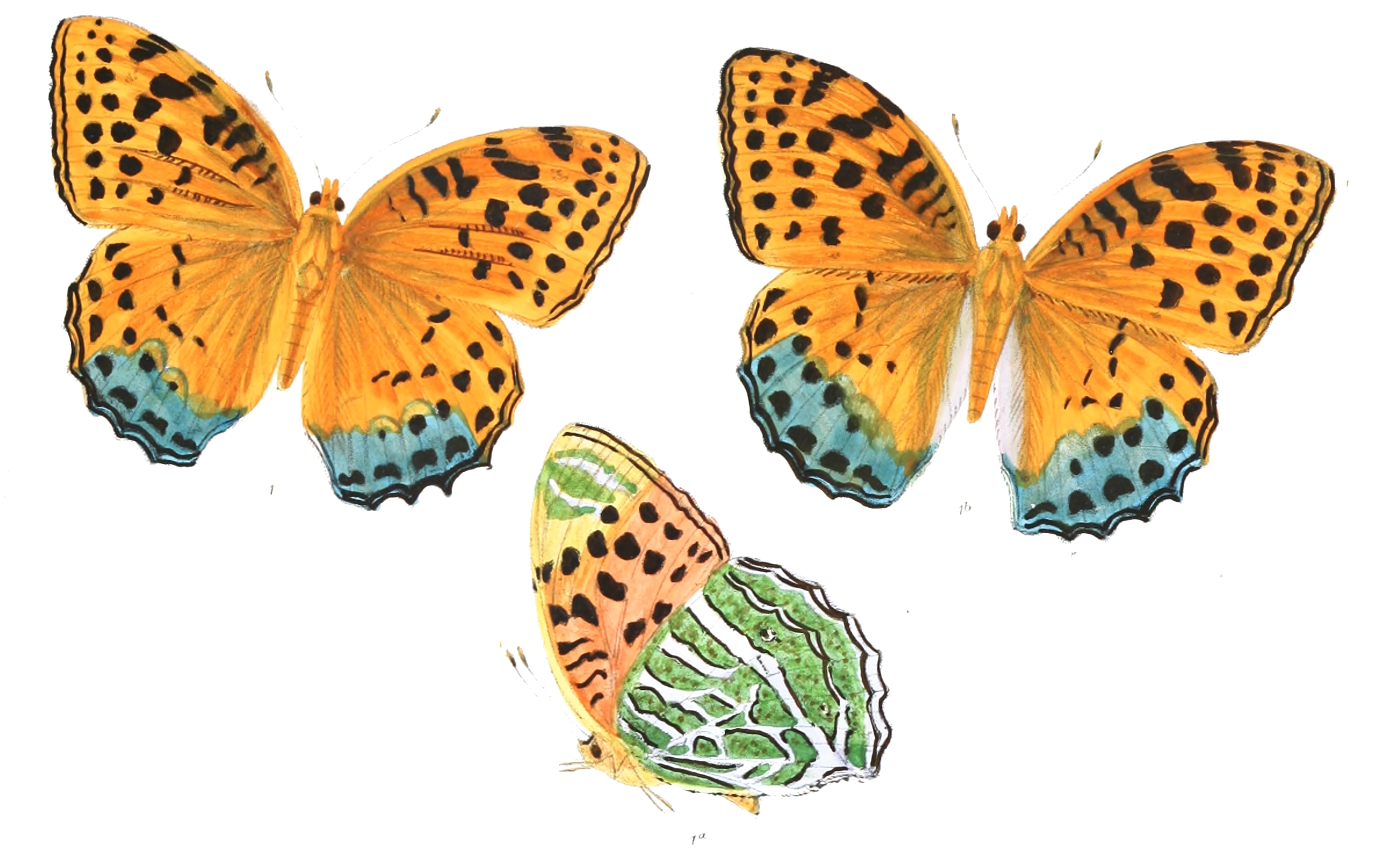
La grossa farfalla himalayana Childrena childreni, descritta da Gray.

Amico di Humphry Davy, condusse insieme a lui vari esperimenti. Nel 1808 visitò la Spagna, dove incontrò il teologo Joseph Blanco White. Nel 1813 costruì una grossa cella galvanica che utilizzò per effettuare i suoi esperimenti; grazie ai risultati ottenuti, pubblicati sulle Philosophical Transactions nel 1815, ricevette la medaglia della Royal Institution nel 1828. Nel 1824 ideò un brevetto per estrarre l'argento senza dover utilizzare il mercurio che venne acquistato da alcune compagnie minerarie americane.
Nel 1822 trovò lavoro come bibliotecario presso il Dipartimento delle Antichità del British Museum, ma poco dopo venne nominato assistente curatore del Dipartimento di Scienze Naturali, assumendo la carica che era stata di William Elford Leach. La nomina, che ottenne grazie alla forte influenza di Humphry Davy, fu piuttosto controversa, perché Children era molto meno esperto in materia dell'altro candidato, William John Swainson. Children, tuttavia, trovò poco interessante il lavoro di zoologo, tanto che gran parte dei compiti a lui assegnatogli furono portati a termine da John Edward Gray, che lavorava come freelance. Lo stesso Gray non poté inizialmente ambire alla carica di Children a causa di rivalità con influenti membri della Linnean Society. Alcuni visitatori del British Museum, come il naturalista Edward Blyth, descrissero Children come «poco collaborativo». Dopo la divisione del Dipartimento in tre sezioni, nel 1837, Children divenne curatore del Dipartimento di Zoologia, ritirandosi nel 1840 e venendo sostituito dal suo assistente John Edward Gray. Dopo il ritiro, iniziò ad interessarsi di astronomia.
Children venne nominato membro della Royal Society nel 1807, della quale fu segretario nel 1826 e nel periodo dal 1830 al 1837. Nel 1833 venne eletto presidente di quella che in seguito divenne la Royal Entomological Society. Il suo nome è commemorato da diverse specie, per lo più descritte da Gray o da suo fratello; tra esse ricordiamo una specie australiana di pitone, Antaresia childreni, l'insetto stecco australiano Tropidoderus childrenii, la coccinella nordamericana Exochomus childreni, nonché il minerale noto come childrenite. Un uccello che John James Audubon battezzò parula di Children, invece, risultò essere solamente un giovane esemplare di parula gialla.

| Children è l'abbreviazione standard utilizzata per le specie animali descritte da John George Children. Categoria:Taxa classificati da John George Children |